# پناهگاه صخره‌ای اشکفت ۲ دردیا
پناهگاه صخره‌ای اشکفت ۲ دردیا مربوط به دوران پارینه‌سنگی جدید - عصر مفرغ است و در شهرستان پل‌دختر، بخش مرکزی، دهستان جایدر، روستای دردیا (کاوه کالی) واقع شده و این اثر در تاریخ ۱۵ دی ۱۳۸۷ با شمارهٔ ثبت ۲۴۲۸۳ به‌عنوان یکی از آثار ملی ایران به ثبت رسیده است.